# Берт (округ, Небраска)
Шаблон:StateAbbr_ 41°51′ пн. ш. 96°19′ зх. д. / 41.85° пн. ш. 96.32° зх. д.
Округ Берт (англ. Burt County) — округ (графство) у штаті Небраска, США. Ідентифікатор округу 31021.

## Історія
Округ утворений 1854 року.

## Демографія
За даними перепису 2000 року загальне населення округу становило 7791 особи, усе сільське.
Серед мешканців округу чоловіків було 3771, а жінок — 4020. В окрузі було 3155 домогосподарств, 2241 родини, які мешкали в 3723 будинках.
Середній розмір родини становив 2,93.
Віковий розподіл населення поданий у таблиці:
| Стать    | До 15 років | 15-21 | 22-29 | 30-39 | 40-49 | 50-65 | 65-85 | Понад 85 |
| -------- | ----------- | ----- | ----- | ----- | ----- | ----- | ----- | -------- |
| Чоловіки | 795         | 354   | 226   | 425   | 616   | 626   | 643   | 86       |
| Жінки    | 794         | 328   | 229   | 464   | 605   | 631   | 783   | 186      |

## Суміжні округи
- Терстон — північ
- Монона, Айова — північний схід
- Гаррісон, Айова — південний схід
- Вашингтон — південь
- Додж — південний захід
- Камінг — захід